# 부셰니구

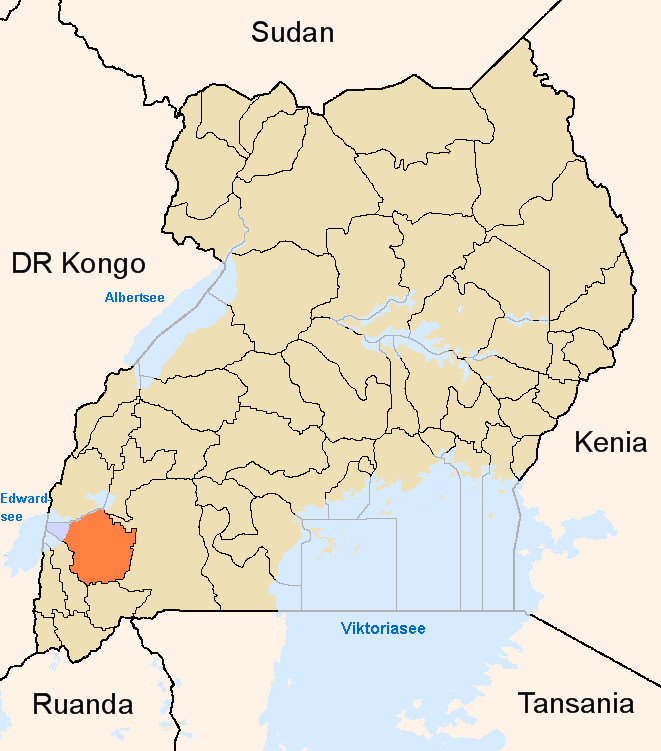
부셰니 구의 위치

부셰니구(Bushenyi)는 우간다 남서부에 위치한 구로, 행정 중심지는 부셰니이며 인구는 723,427명(2002년 인구 조사 기준)이다.
행정 구역상으로는 서부 주에 속하며 5개 군(부흐웨주 군, 부냐루구루 군, 이가라 군, 루힌다 군, 셰마 군)을 관할한다. 동쪽으로는 이반다 구, 북동쪽으로는 캄웽게 구, 북서쪽으로는 카세세 구, 서쪽으로는 루쿵기리 구와 접한다.

## 같이 보기
- 서부주 (우간다)
- 우간다의 행정 구역